# Kiunga
Kiunga est une ville de Papouasie-Nouvelle-Guinée située dans la Province ouest.